# Mykolajiv
Mykolajiv (Oekraïens: Миколаїв; Russisch: Николаев, Nikolajev) is een stad in het zuiden van Oekraïne en de hoofdstad van de gelijknamige oblast. De stad heeft 470.011 inwoners (2022).

## Geografie
De stad is gelegen nabij de riviermonding van de Zuidelijke Boeg, op de plek van de samenvloeiing met de rivier de Inhoel, zo'n 65 km ten noorden van de Zwarte Zee.

## Geschiedenis
De stad is oorspronkelijk gesticht als een scheepswerf aan de rivier de Inhoel in 1789 door de gouverneur-generaal van Nieuw-Rusland, knjaz Grigori Potjomkin. Knjaz Potjomkin tekende een bevel om een scheepswerf te bouwen op 27 april 1789 en die datum wordt daarom beschouwd als de officiële datum van de stichting van Mykolajiv. De scheepswerf werd gebouwd om te dienen als reparatieplaats voor de Russische Marine tijdens de Russisch-Turkse Oorlog van die tijd. Later gaf Potjomkin het bevel om de naam van de scheepswerf te veranderen in Nikolajev als aandenken aan de Russische verovering van Otsjakiv onder zijn leiding op 6 december 1788, vlak voor de viering van de Russisch-orthodoxe naamdag van Sint-Nikolaas op 19 december.
De geschiedenis van de stad is altijd verbonden geweest met de scheepsbouw. Het enige vliegdekschip van de Russische Marine dat anno 2016 nog in dienst is, de Admiraal Koeznetsov is gebouwd in Mykolajiv. Een van de meest ongewone oorlogsschepen ooit, de Novgorod, werd hier gebouwd in 1873.

## Economie
Anno 2006 is Mykolajiv een van de belangrijkste centra van de scheepsbouw in Oekraïne en voor 1991 van de Sovjet-Unie, en tevens een belangrijke rivierhaven. De stad heeft drie grote scheepswerven, waarvan sommige in staat zijn om grote marineschepen te bouwen. Andere belangrijke industrieën zijn die van de werktuigbouwkunde, energietechniek, cosmetica en de metallurgie.

## Geboren
- Menachem Mendel Schneerson (1902-1994), Joods geestelijk leider
- Kira Zvorykina (1919-2014), schaakster
- Mychajlo Chalilov (1975), wielrenner
- Denys Kostjoek (1982), wielrenner
- Vitalij Boets (1986), wielrenner
- Vladlen Joertsjenko (1994), voetballer